# Yaoshan (köping i Kina, Yunnan)
Yaoshan är en köping i Kina. Den ligger i provinsen Yunnan, i den sydvästra delen av landet, omkring 230 kilometer norr om provinshuvudstaden Kunming. Antalet invånare är 43 231. Befolkningen består av 19 237 kvinnor och 23 994 män. Barn under 15 år utgör 26,0 %, vuxna 15-64 år 65 %, och äldre över 65 år 7,0 %.
Genomsnittlig årsnederbörd är 1 022 millimeter. Den regnigaste månaden är juli, med i genomsnitt 230 mm nederbörd, och den torraste är december, med 5 mm nederbörd.